# Castello di Lipari
Il castello di Lipari si trova a Lipari, comune italiano della città metropolitana di Messina, in Sicilia e sorge sulla sommità dell'acropoli.

## Storia

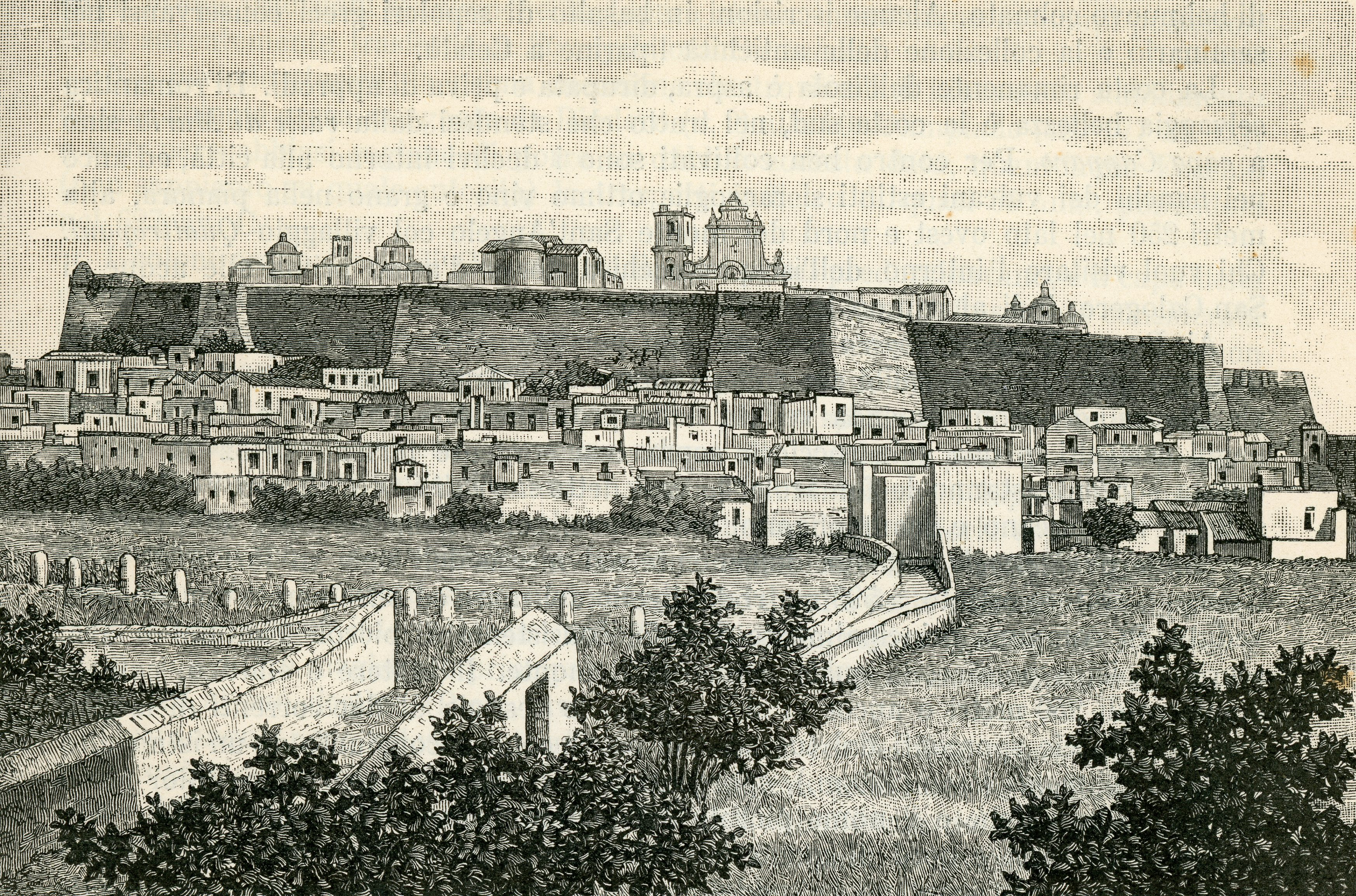
Castello di Lipari, xilografia 1892

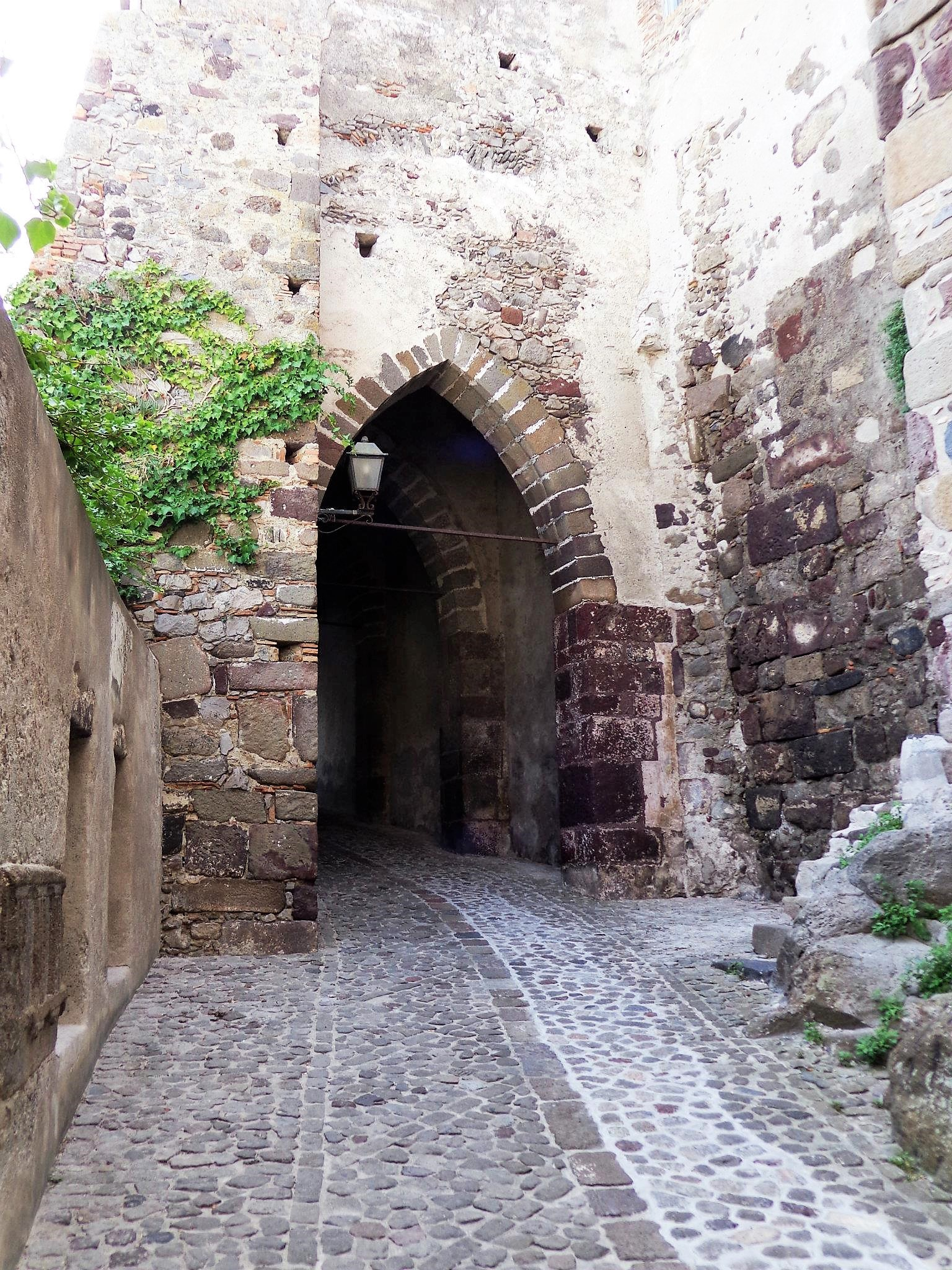
Accesso da Sottocastello.

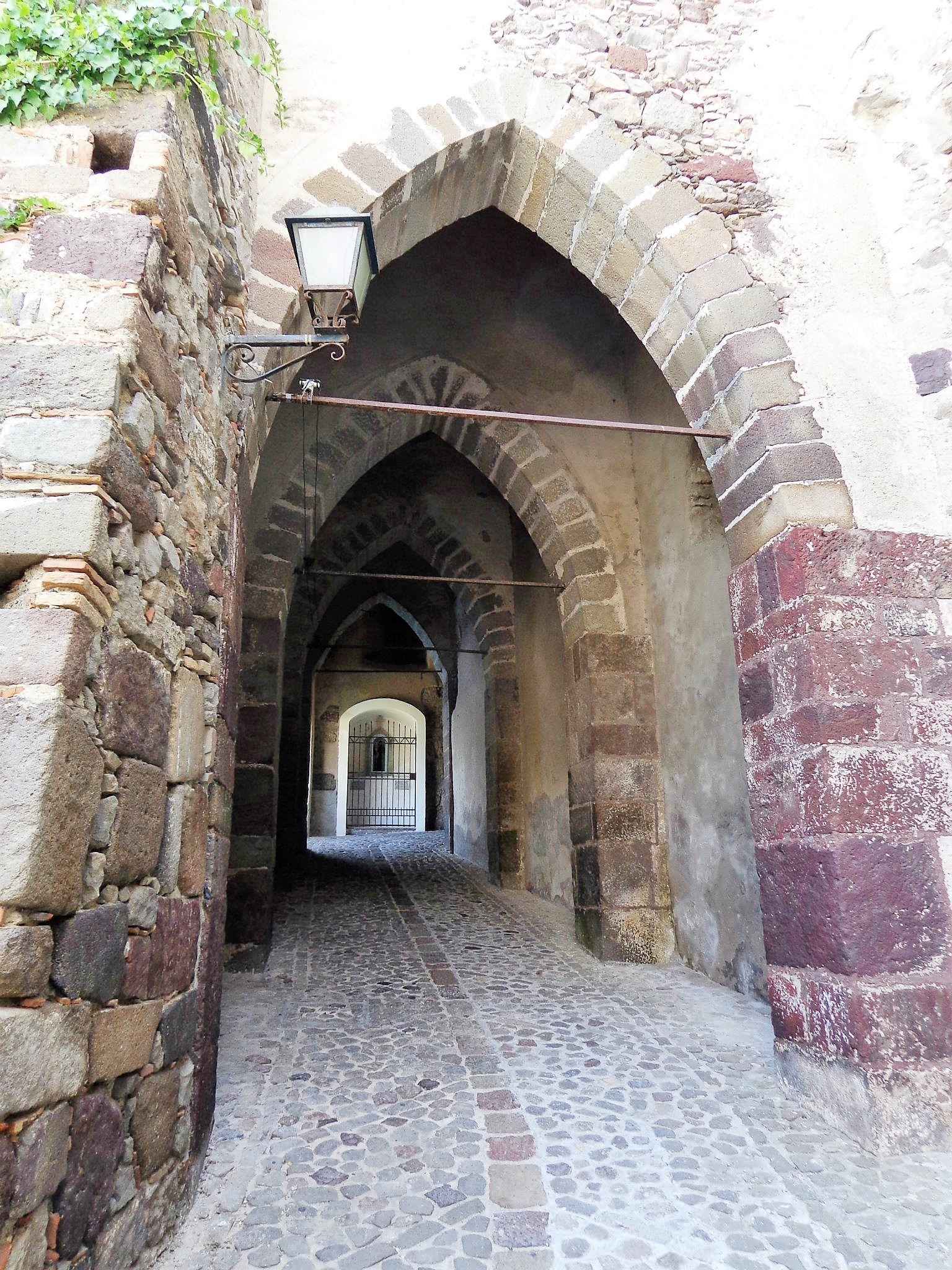
Accesso da Sottocastello.

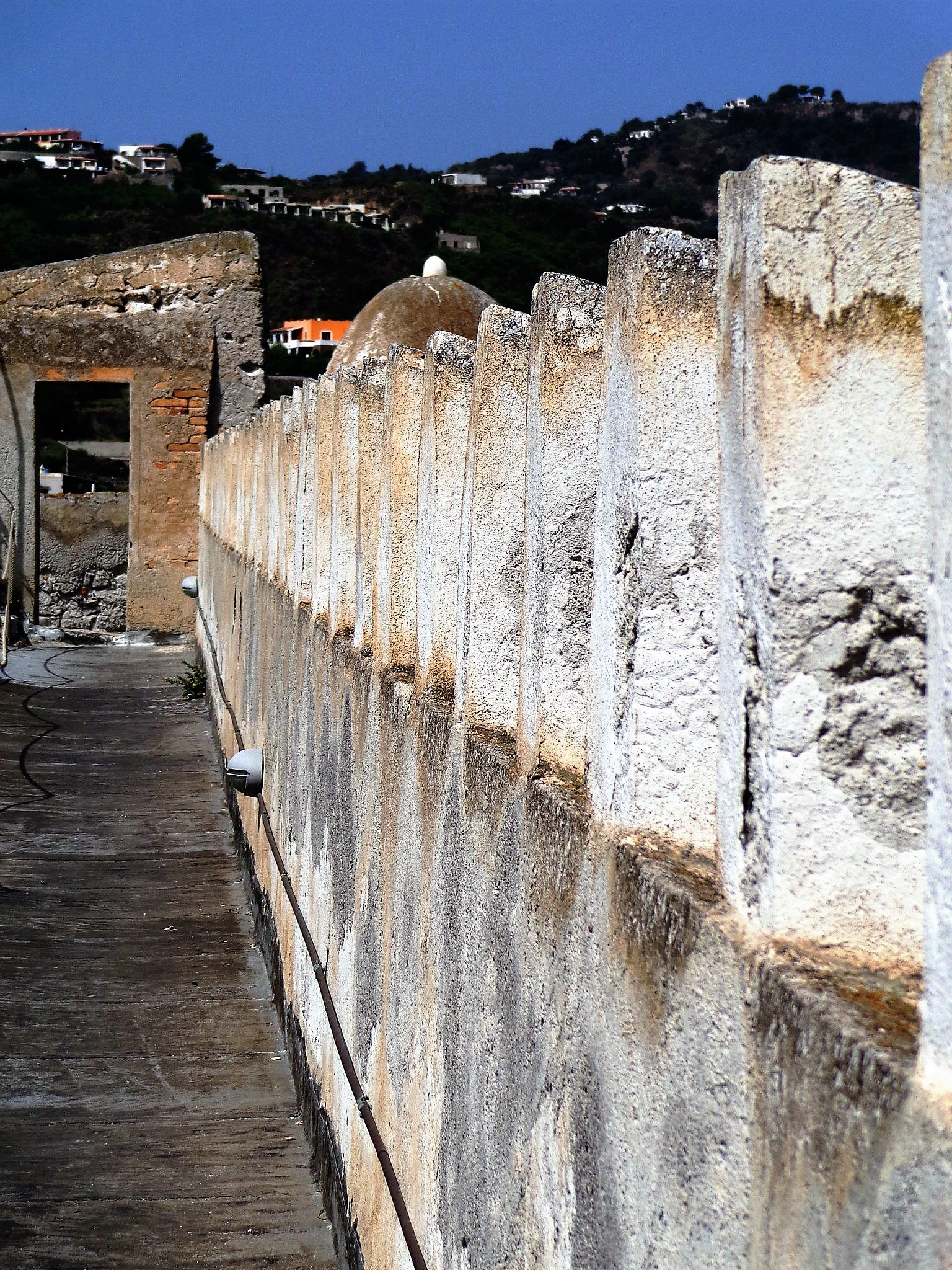
Merlatura.

La cosiddetta cittadella fortificata è costituita dallo stesso Castello, da un insieme di edifici realizzati sulla rocca d'origine vulcanica alta circa 50 metri a strapiombo sul mar Tirreno. La poderosa cinta muraria comprendente il quartiere sottocastello a quota leggermente più bassa, separa Marina Lunga a settentrione da Marina Corta a meridione e la parte bassa della città. Il complesso di manufatti e dei sistemi difensivi costituiscono propriamente la Cittadella Fortificata, altrimenti nota come Civita. La Necropoli e le aree che costituiscono l'agglomerato o i castrum occupano le zone pianeggianti della Civita.
La ricostruzione archeologica della zona è stata resa possibile dagli scavi iniziati nel 1950 che hanno ricostruito 10 metri di stratigrafia culturale.
- 4000 a.C.-VIII secolo a.C. - Nucleo preistorico costituito da insediamento del Neolitico e Necropoli;
- VIII–VII secolo a.C. - Insediamento greco formato da agglomerato abitativo riconducibile alla dominazione greca;
- VII a.C.–V secolo d.C. - Insediamento romano o Castrum sorto durante il periodo della lunga dominazione romana;
- V–IX secolo - Insediamento bizantino o Castrum mutuato dalla dominazione bizantina;
- 829-1062 - Occupazione araba;
- XI-XII secolo - Fortificazione normanna dalle tipiche peculiarità dell'architettura della dominazione normanna costituita da Mastio, Maschio o Dongione;
- XIII secolo - Fortificazione sveva dalle connotazioni tipiche dell'architettura della dominazione sveva;
- XIV secolo - Fortificazione aragonese, baluardi protettivi ascrivibili all'architettura della dominazione aragonese;
- 1529-1575 - Fortificazione spagnola e sistema difensivo tipico dell'architettura della dominazione spagnola;
- XVI secolo - Borgo antico di Lipari derivato dall'ingrandimento della primitiva Città fortificata;
- XVII-XVIII secolo - Monumenti.

### Nucleo preistorico
Il luogo in questione è abitato da circa 6000 anni, i primi insediamenti accertati sono fatti risalire al neolitico.
La conformazione della roccia sulla quale è edificato, costituisce la difesa naturale contro gli attacchi provenienti dal mare determinata dalle scoscese pareti inaccessibili e strapiombanti. Di quest'epoca sono le capanne sovrapposte a pianta ovale ben visibili, di piccole dimensioni (la larghezza massima è di 5 metri circa) costruite con pietre a secco e con tetti di rami di ginestra. i pavimenti erano invece rivestiti di argilla cruda.
Tra il 2300 e il 1500 a.C. inizia la cultura di Capo Graziano proveniente dall'omonimo promontorio dell'isola di Filicudi. Si succedono capanne della cultura di Thapsos-Milazzese (1500-1300 a.C.) ma alla fine del 1300 a.C. l'acropoli assieme alle altre isole vengono abbandonate e i villaggi distrutti. Giunge un nuovo gruppo etnico chiamato Ausonio I proveniente dall'Italia peninsulare. Ad esso si affianca una distruzione che divide con l'Ausonio II attorno al 1200 a.C. Le capanne si ampliano e raggiungono le dimensioni di 15x7 metri. Il tetto è sorretto da pali verticali a due spioventi. Nel 900 a.C. anche l'Ausonio II termina a seguito di una distruzione.

### Insediamento greco-siceliota
La colonizzazione greca inizia attorno al 580-576 a.C. ad opera di abitanti di Cnido e Rodi. Il primo stanziamento sorse sull'acropoli. A causa delle successive dominazioni tutti i resti di quest'epoca sono stati cancellati ad eccezione di una torre di età greca risalente al IV secolo a.C. tra le fortificazioni spagnole e normanne. Inoltre è presente il cosiddetto Bothros di Eolo, una fossa votiva chiusa da una lastra in pietra lavica sormontata da un leone sdraiato che rappresenta la madrepatria Cnido.

### Insediamento romano

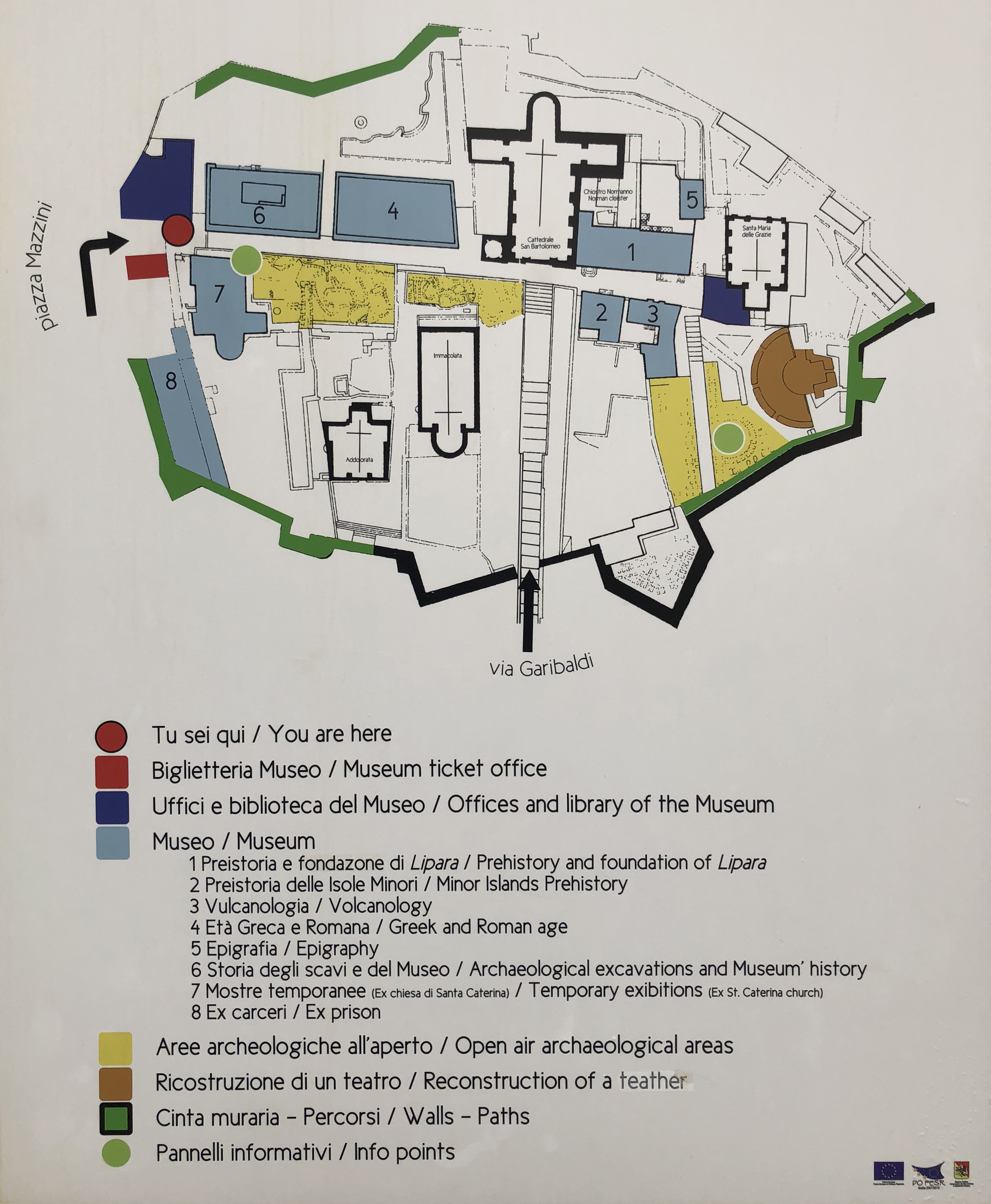
Mappa del Castello di Lipari.

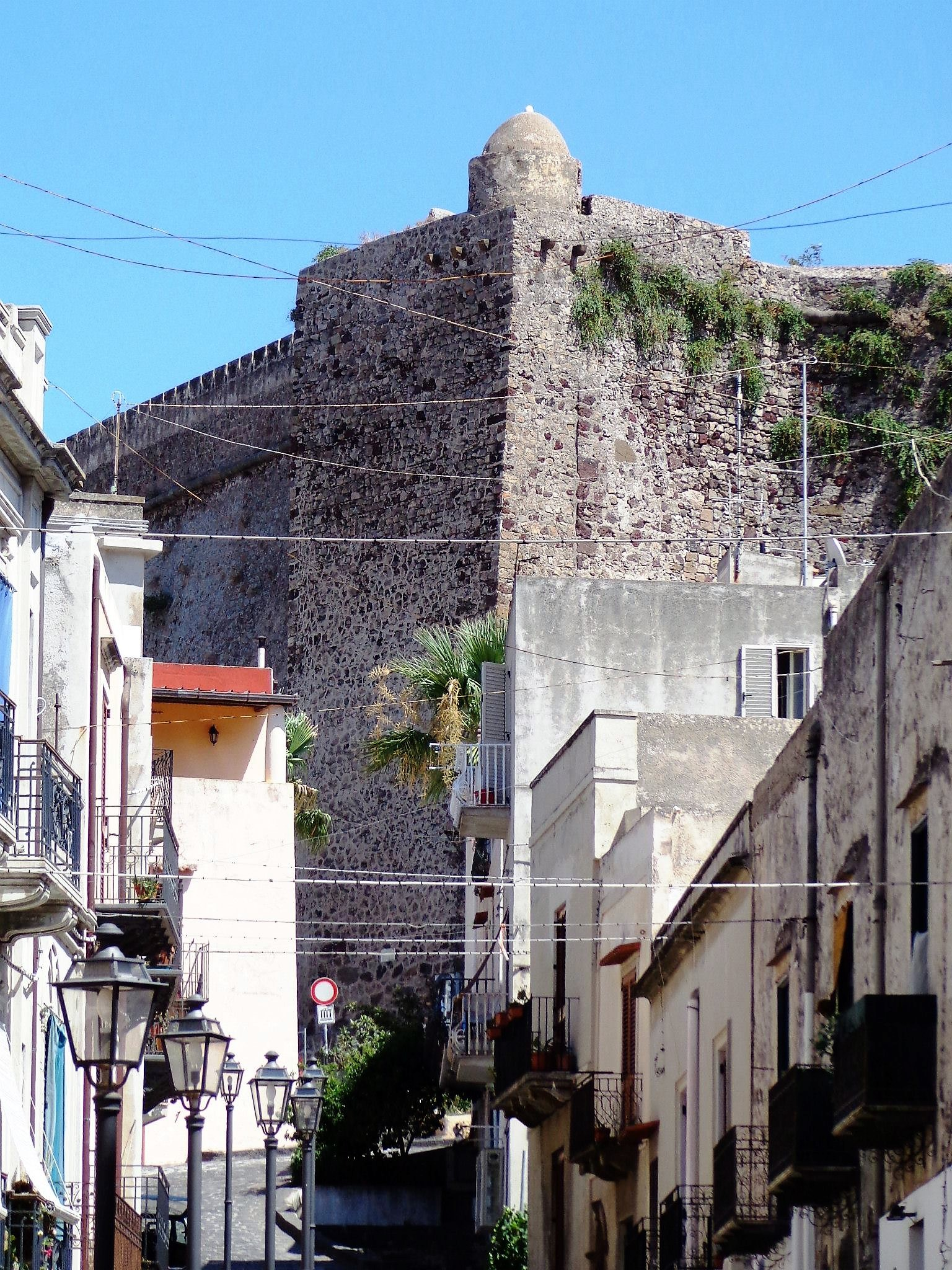
Veduta dal Corso.

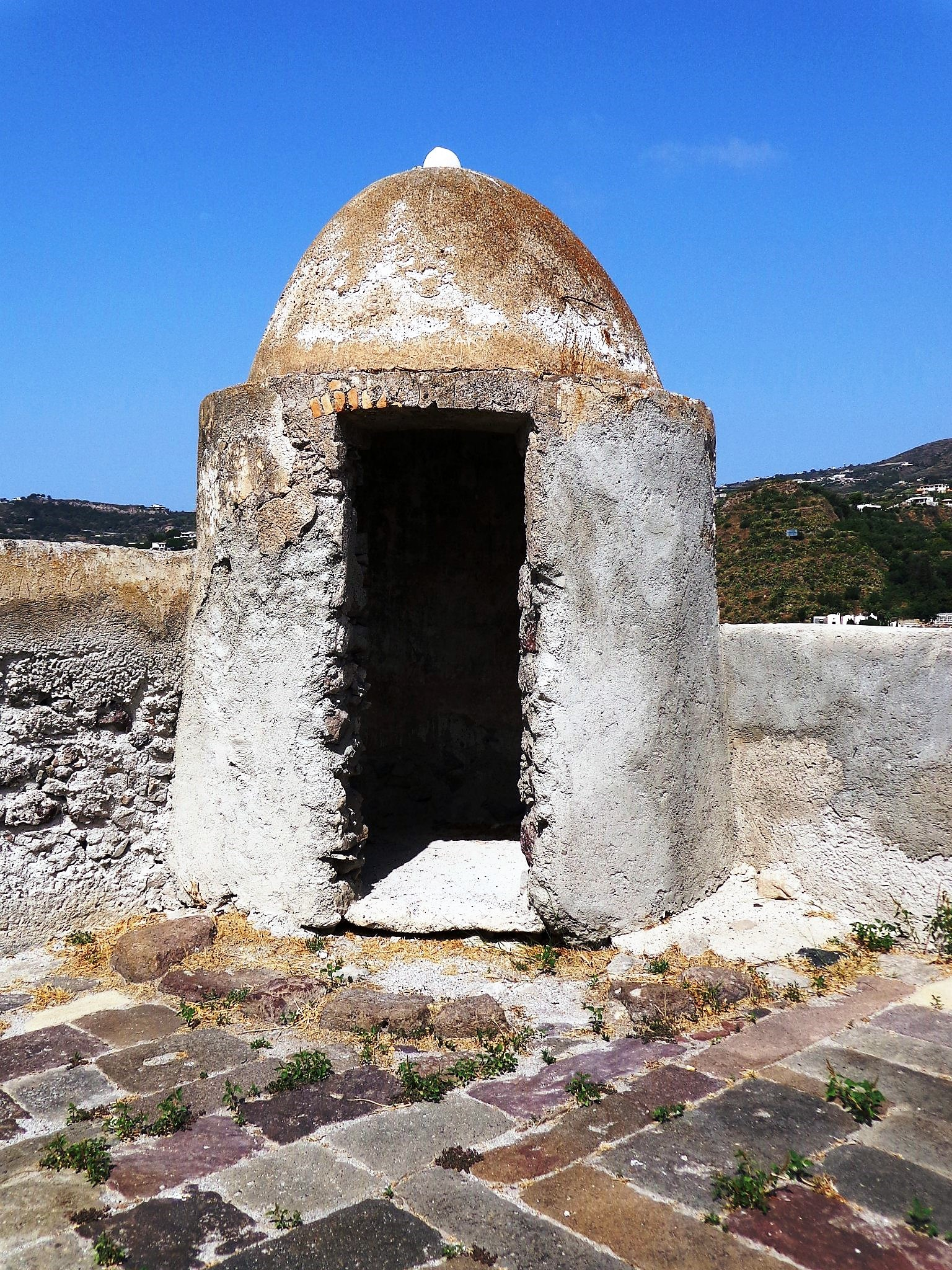
Garitta.

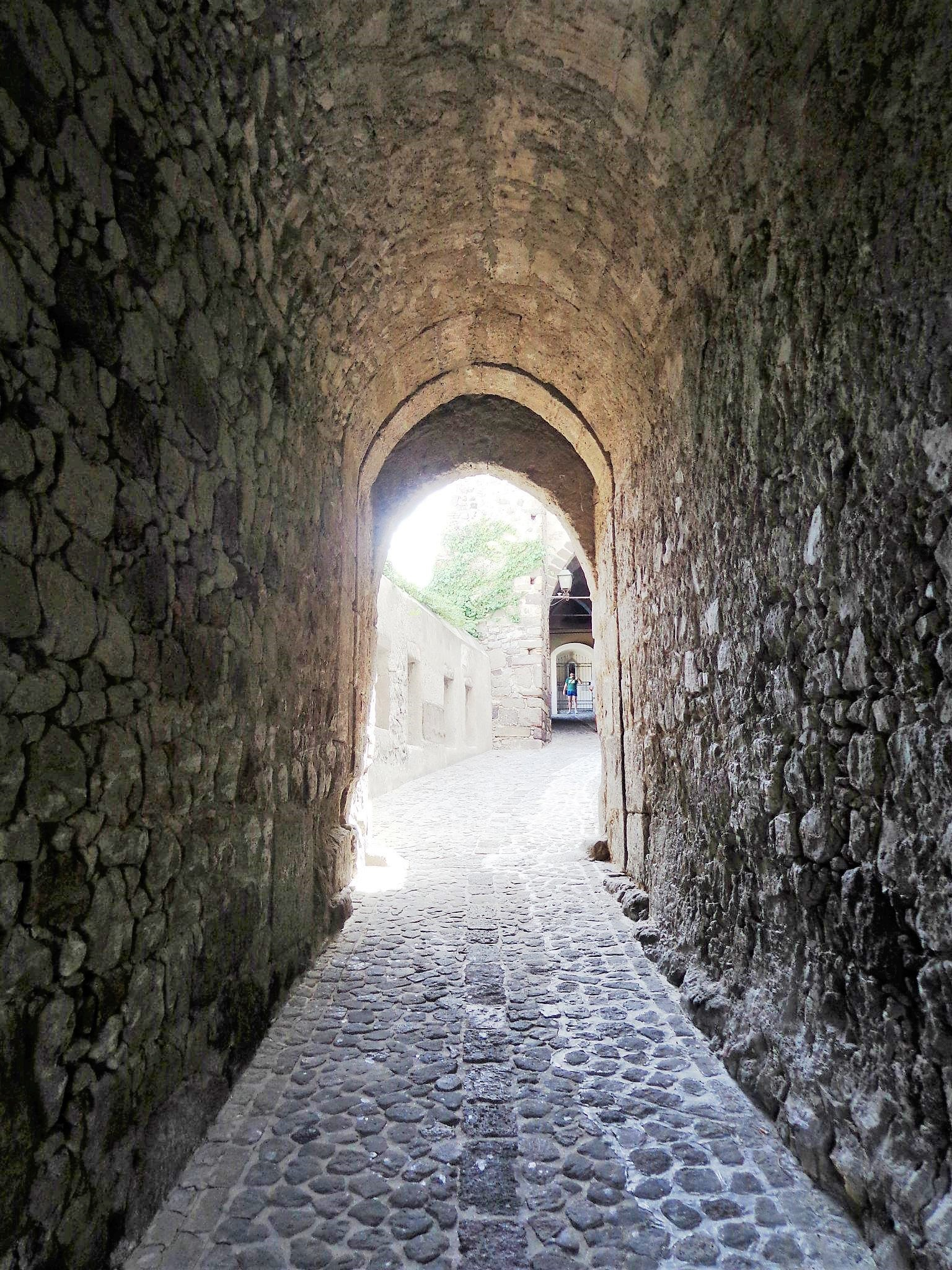
Galleria.

- II-I secolo a.C., con alcuni resti di epoca imperiale tra cui l'evidenza di una divisione tra cardi e decumani e di una via di accesso all'acropoli.

### Periodo dell'Emirato di Sicilia
- 836-837 - L'arcipelago è assaltato dall'armata di al-Fadl ibn Yaʿqūb sostituito a settembre da un nuovo governatore, il principe aghlabide Abū l-Aghlab Ibrāhīm b. ʿAbd Allāh b. al-Aghlab, cugino dell'emiro Ziyādat Allāh. La flotta musulmana, condotta da al-Fadl ibn Yaʿqūb, devasta le Isole Eolie, espugna diverse fortezze sulla costa settentrionale della Sicilia, tra cui la vicina Tyndaris, come riferisce Michele Amari cultore orientalista di storia islamica.

### Periodo del Regno di Sicilia
- 1085 - Fondazione del Monastero di San Bartolomeo da parte dei fratelli Ruggero I di Sicilia e Roberto il Guiscardo. Tre anni dopo la prima attestazione documentaria dell'istituzione dell'abbazia.
- 1094 - Ruggero I di Sicilia conferma le precedenti donazioni all'abate Ambrogio. A queste si sommano le donazioni dei suoi baroni. Fondazione della Cattedrale di San Bartolomeo.
- 1109 - La regina Adelasia del Vasto concede alcuni giudei all'Abbazia di San Bartolomeo.
- 1131 - L'antipapa Anacleto II eleva a sede vescovile i monasteri riuniti di Patti e Lipari.
- 1134 - Un diploma di conferma da parte di Ruggero II di Sicilia delle antiche dotazioni cita: un visconte, tale Albertus, un guarda castello e uno stratigoto.
- 1139 - Il vescovado torna a essere abbazia.
- 1150 - La località è citata da Idrisi come "hisn". Nel medesimo periodo la zona è abitata solo in alcuni periodi dell'anno e dispone di un piccolo porto.
- 1159 - Si riabilitano le funzioni vescovili dell'Abbazia di San Bartolomeo.
- 1166 - L'abate è definitivamente consacrato vescovo.

Della dinastia degli Altavilla sono pervenuti il chiostro accanto alla cattedrale e una torre di impianto greco (metà IV secolo a.C.), che si pensa riutilizzata in epoca normanna, nel XII secolo. Di altre torri dello stesso periodo si suppone di poter riconoscere le tracce nel paramento murario di epoca spagnola e oggi visibile.
- 1356 - Vinciguerra d'Aragona per meriti svolti a Patti è nominato dal re Federico IV d'Aragona capitano di guerra e castellano di Lipari.
- 1396 - Il vescovado di Lipari e Patti è concesso a Giovanni I d'Aragona.

### Periodo dei Viceré di Sicilia

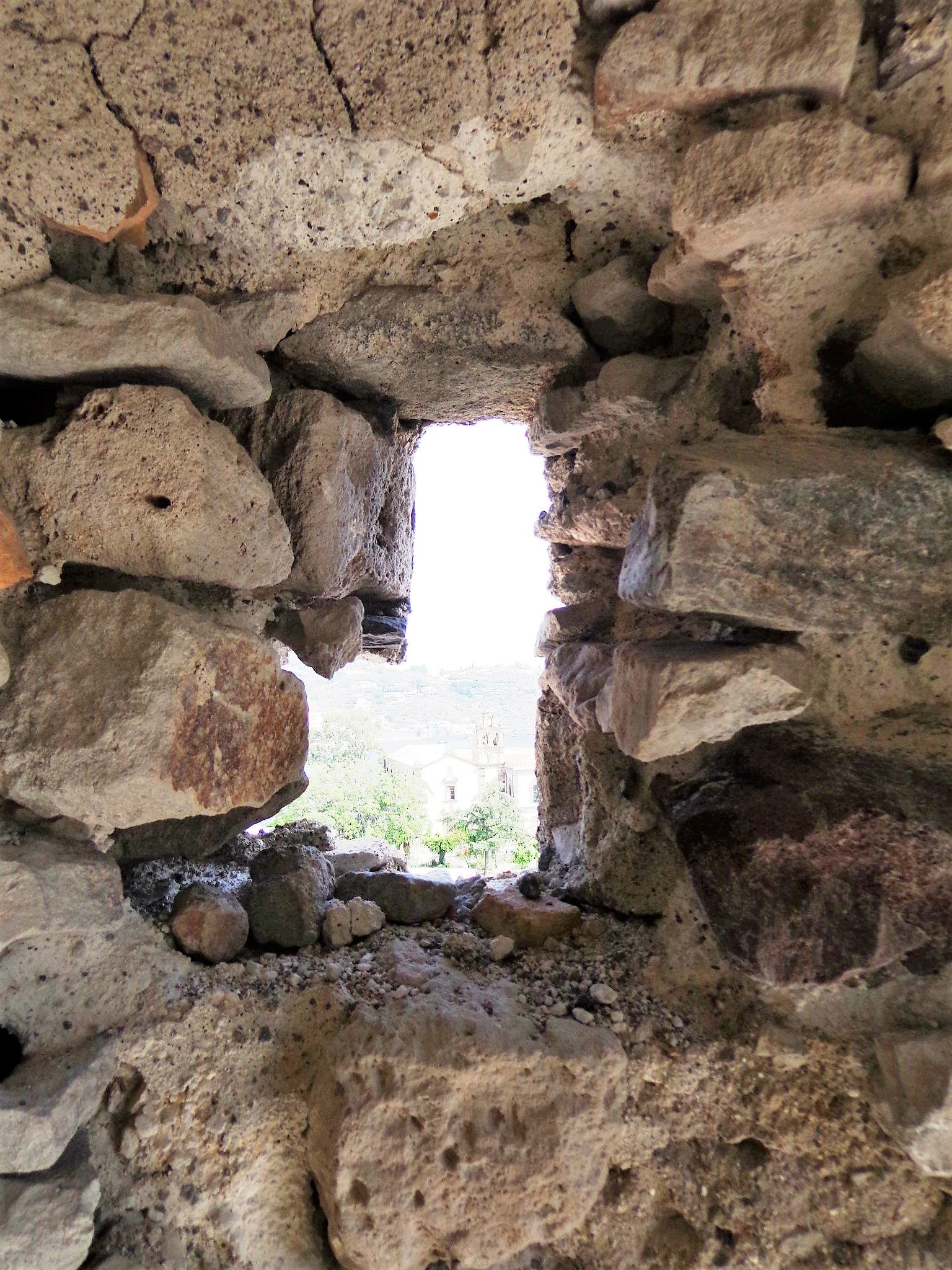
Feritoia.

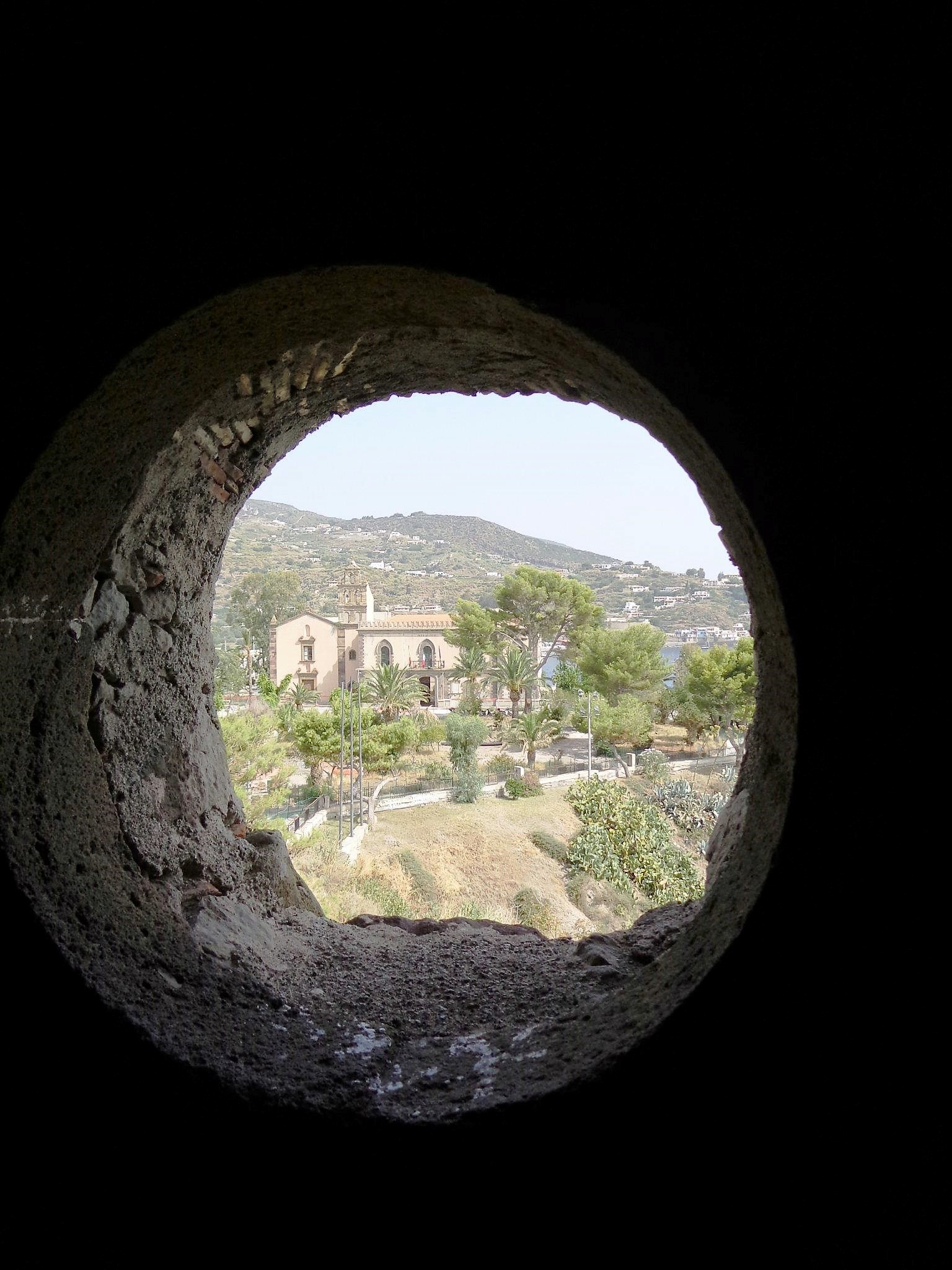
Veduta sul quartiere Sottocastello.

Nel corso dei secoli sono costruiti sulla sommità della collina, una serie di edifici adibiti ad usi diversi. Il castello attuale è costituito dalle strutture realizzate nel XVI secolo, su ordine di Carlo V, dopo l'ennesimo attacco condotto dal capitano turco - ottomano Khayr al-Din Barbarossa, che mise a ferro e fuoco la città, sita ai piedi della rocca, deportando poi gran parte degli abitanti. Le mura di quest'epoca inglobano in alcuni punti, le torri normanne del XII secolo e fra queste una porta fortificata successivamente diventata ingresso al castello.
- 1502-1504 - Scorrerie compiute da Khayr al-Din Barbarossa col fratello Aruj Barbarossa contro le località di tutte le coste della Sicilia.
- 1510, 1512, 1514 - Raffica di assalti compiuti da Elias insieme ai fratelli Khayr al-Din Barbarossa e Aruj Barbarossa con attacchi sistematici dei porti e delle località di Lipari e Tindari.
- 1544 luglio - L'assalto dell'armata corsara turco - ottomana capitanata dall'ammiraglio Khayr al-Din Barbarossa e dal comandante Rais Dragut futuro successore, insidia la costa tirrenica siciliana, devasta l'isola di Lipari. Le scorrerie s'inseriscono in un contesto molto ampio e comprendono il saccheggio della chiesa - fortezza di Tindari, la distruzione dell'abitato e cittadella fortificata di Patti, l'incendio della cattedrale di San Bartolomeo e l'espugnazione di Lipari, l'assedio dell'abitato protetto dal castello di Santa Lucia del Mela, la minaccia d'assalto alla cittadella fortificata di Milazzo.

Le continue incursioni s'inseriscono nel contesto delle dispute sul dominio nel Mediterraneo tra flotte turco - ottomane contro spagnoli, annosa questione risolta con la Conquista di Tunisi nel 1535 e la disfatta del fronte orientale nella Battaglia navale di Lepanto del 1571.

### Borgo antico di Lipari
Fino al XVIII secolo, fra le sue mura viveva la comunità dei cittadini di Lipari, non sono rimaste tracce apprezzabili di abitazioni, esistono invece diverse chiese. Fra queste si ricordano quella di Santa Caterina risalente al XVII secolo, quella dell'Addolorata, dell'Immacolata e la cattedrale di San Bartolomeo, posta proprio al centro del colle e contornata da reperti archeologici. La cattedrale è la costruzione più antica edificata dai Normanni intorno al XII secolo e poi ricostruita dagli spagnoli dopo la distruzione del 1544. La facciata odierna risale al 1861 mentre il chiostro dell'antico monastero è realizzato con materiale recuperato da costruzioni precedenti, soprattutto di età romana, ma anche di epoca medievale.
Alcuni edifici del castello sono ora adibiti a sede del Museo archeologico regionale eoliano che ospita gran parte del materiale proveniente dagli scavi intrapresi nel secondo dopoguerra.
Gli scavi archeologici condotti a partire dagli anni cinquanta dall'archeologo Luigi Bernabò Brea, hanno portato alla luce uno strato di depositi di oltre 10 metri di spessore, che ha consentito di ricostruire la storia del luogo. Il materiale era ben conservato in quanto ricoperto da ceneri vulcaniche depositate dai vulcani vicini, Stromboli e Vulcano.

## Monumenti

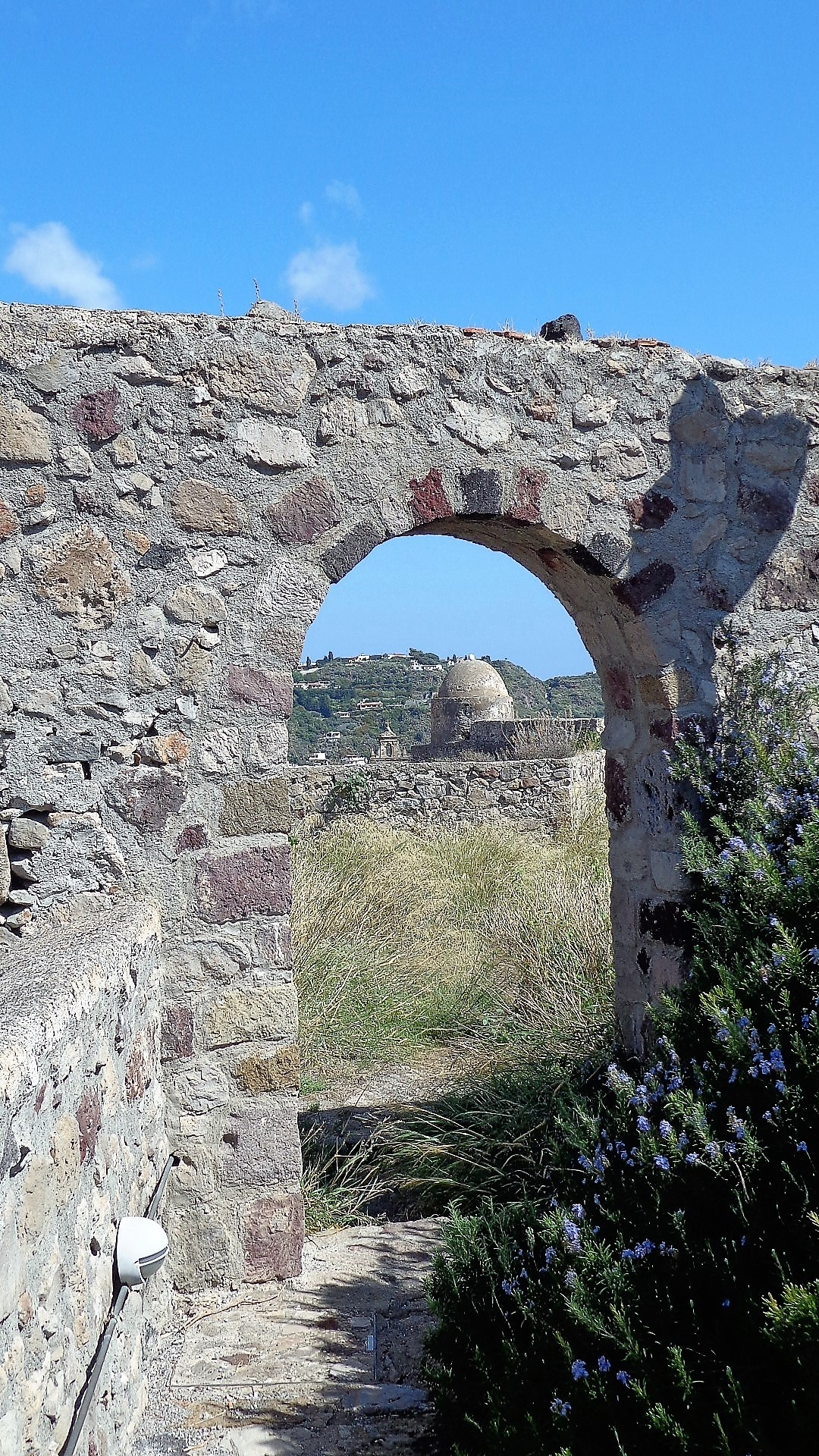
Mura e garitta.

All'interno della cinta muraria, accedendo dalla porta carraia, si possono ammirare sul lato destro o di nord-ovest:
- XVI secolo - Chiesa di Santa Caterina d'alessandria;
- XVII secolo - Chiesa di Maria Santissima Addolorata;
- XVIII secolo - Chiesa di Maria Santissima Immacolata;
- Insediamenti preistorici del neolitico, dell'età dei metalli, dell'età del bronzo e dell'età ellenistica, greci, romani;
- Scalinata monumentale;
- Necropoli;
- Anfiteatro.

Concludendo in senso antiorario sul lato sinistro o di SE: 
- XVIII secolo - Chiesa di Maria Santissima delle Grazie;
- Chiostri;
- 1082-1083 - monastero benedettino - cluniacense;
- 1082-1083 - concattedrale di San Bartolomeo;
- Museo archeologico regionale eoliano in alcune ali del castello e nell'antica sede vescovile.

## Galleria d'immagini

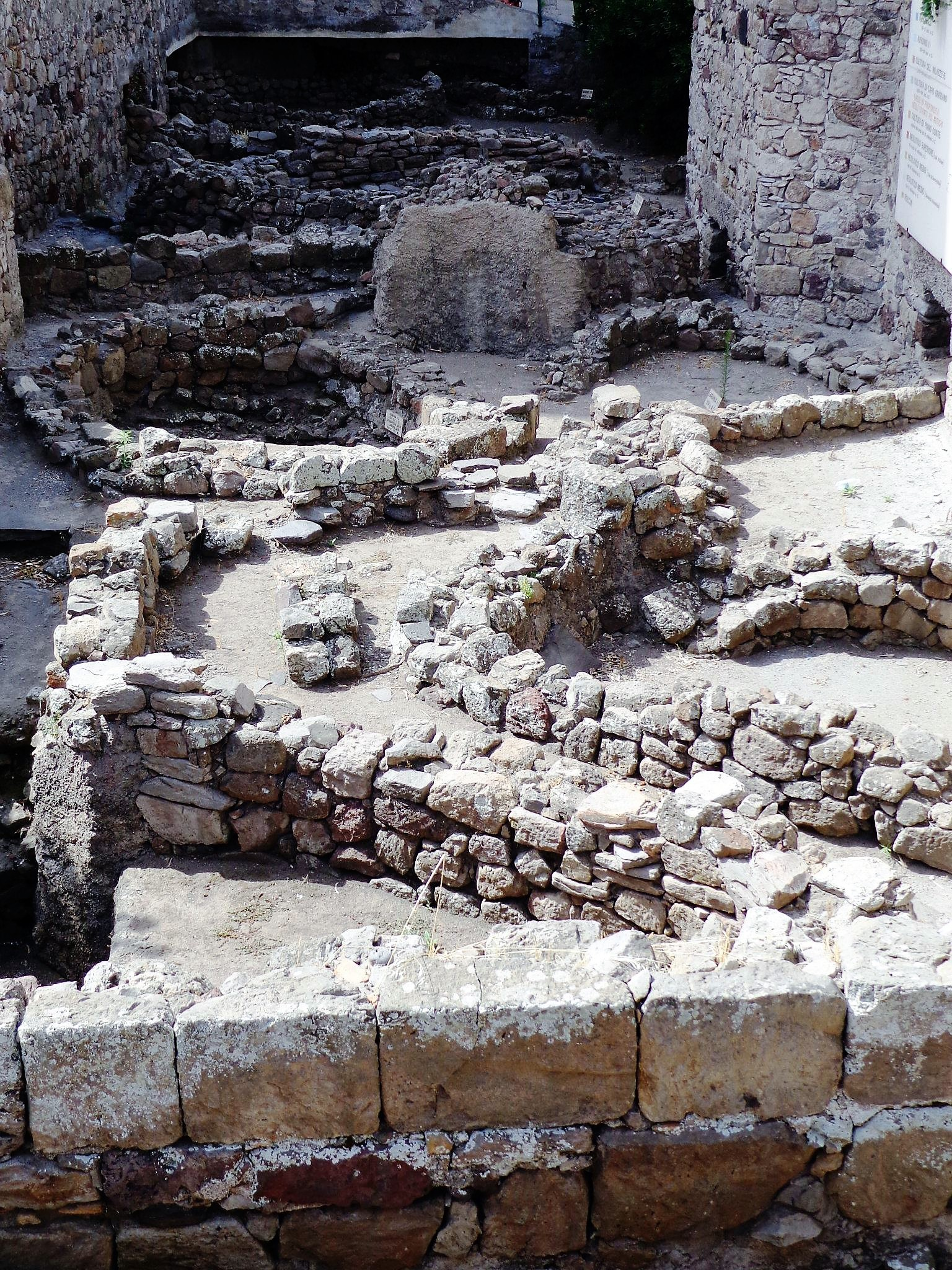
Insediamento preistorico
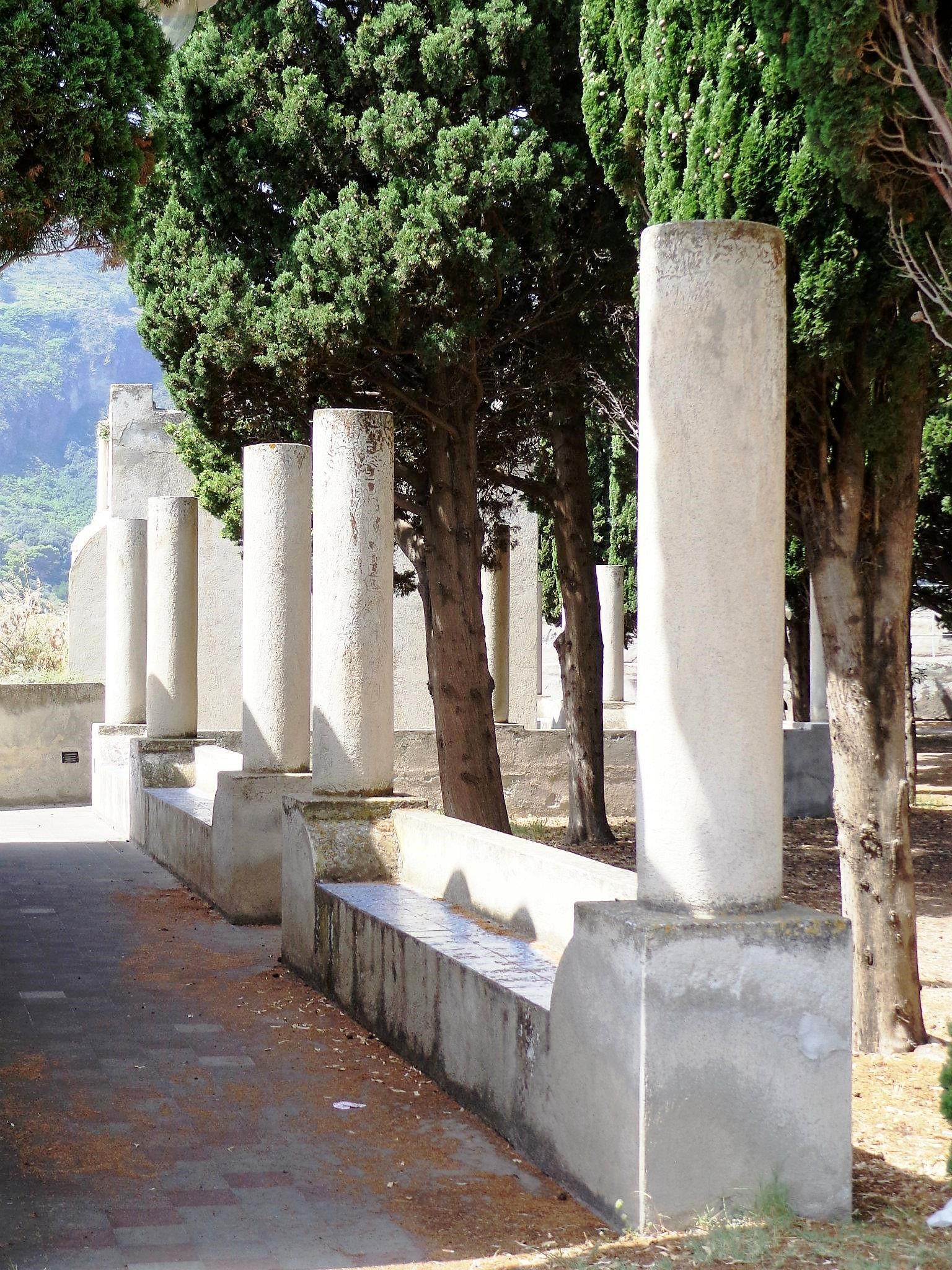
Camminamento monastico lungo le mura
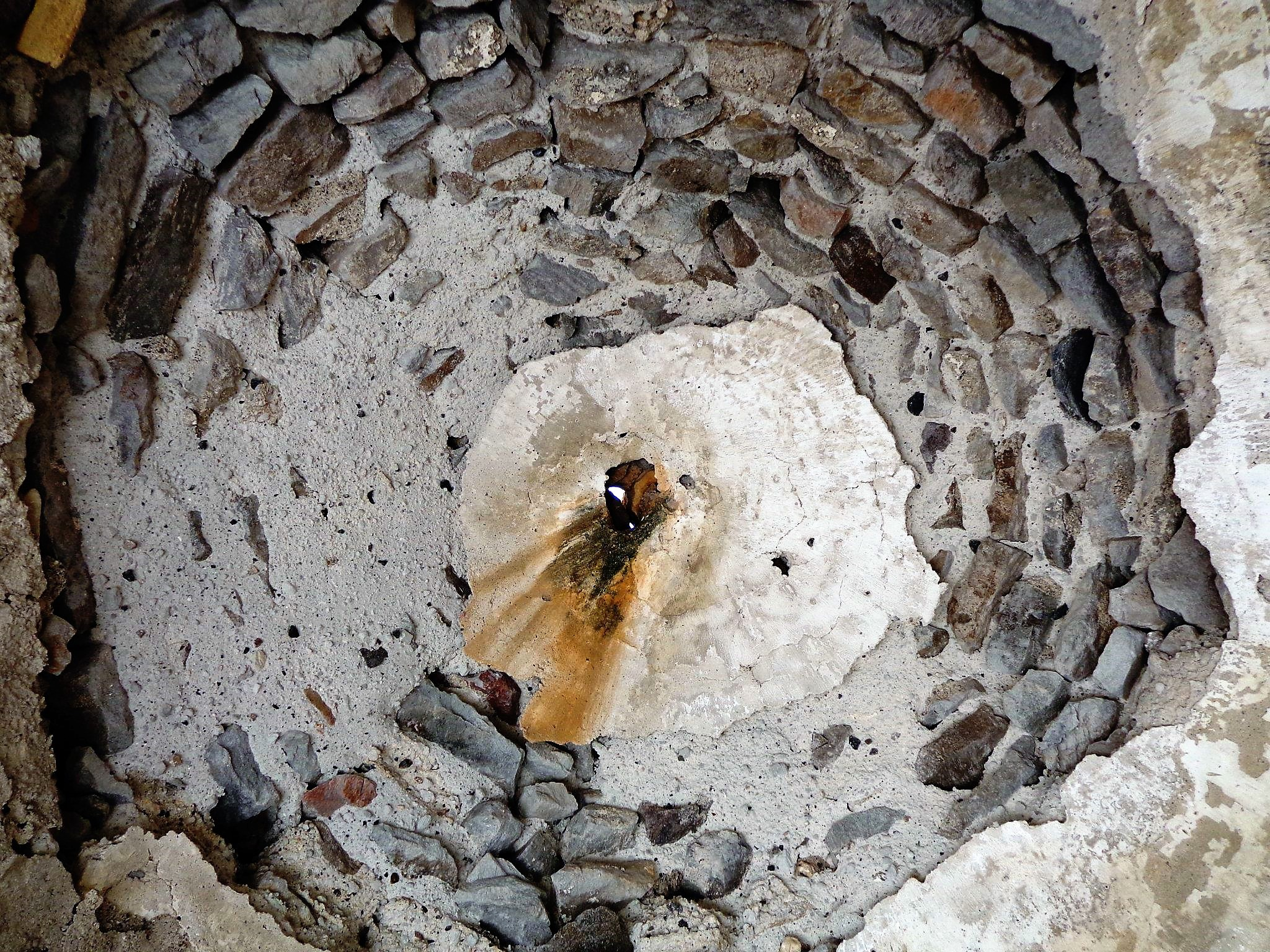
Volta garitta
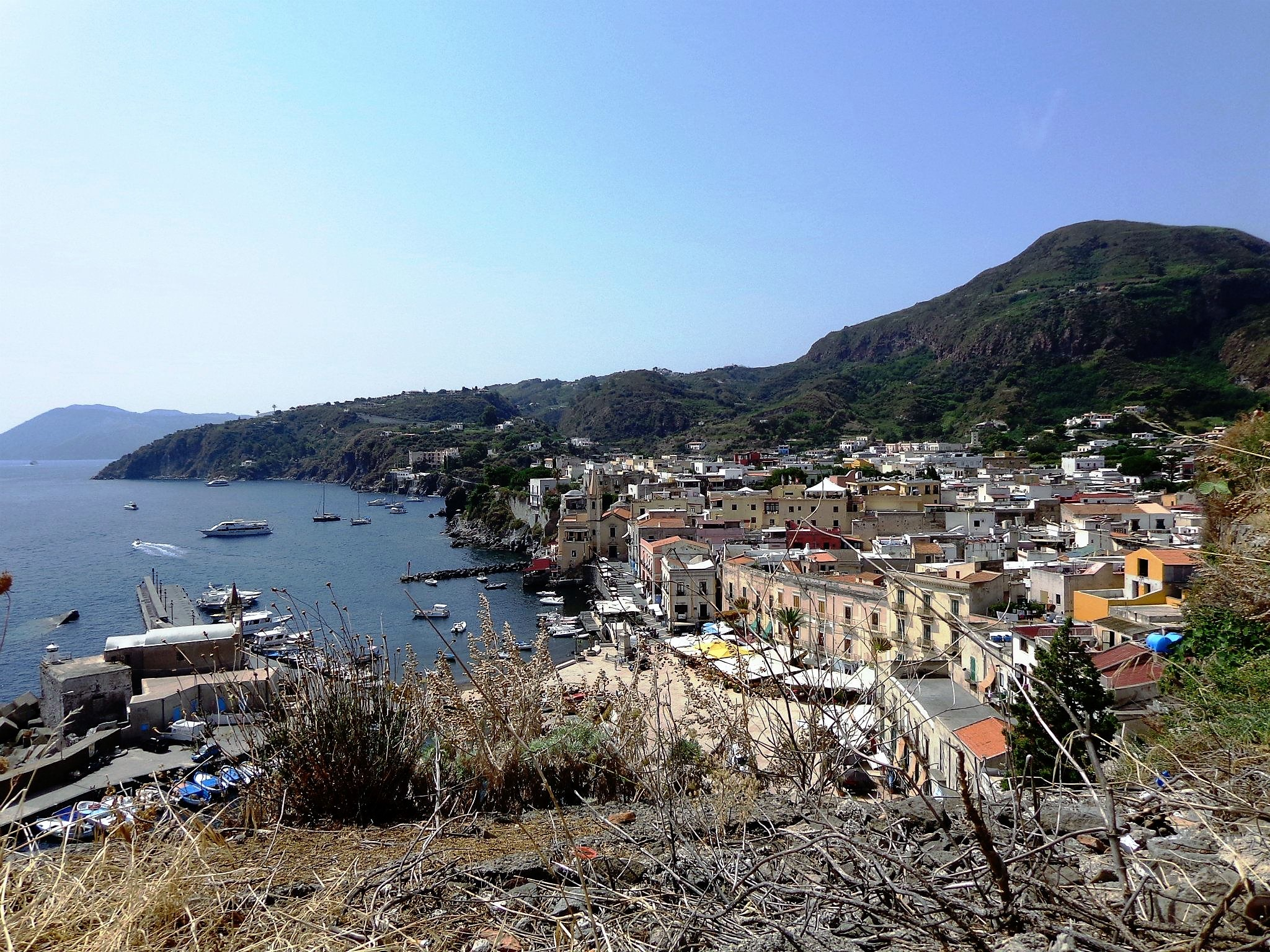
Veduta su Marina Corta dalle mura
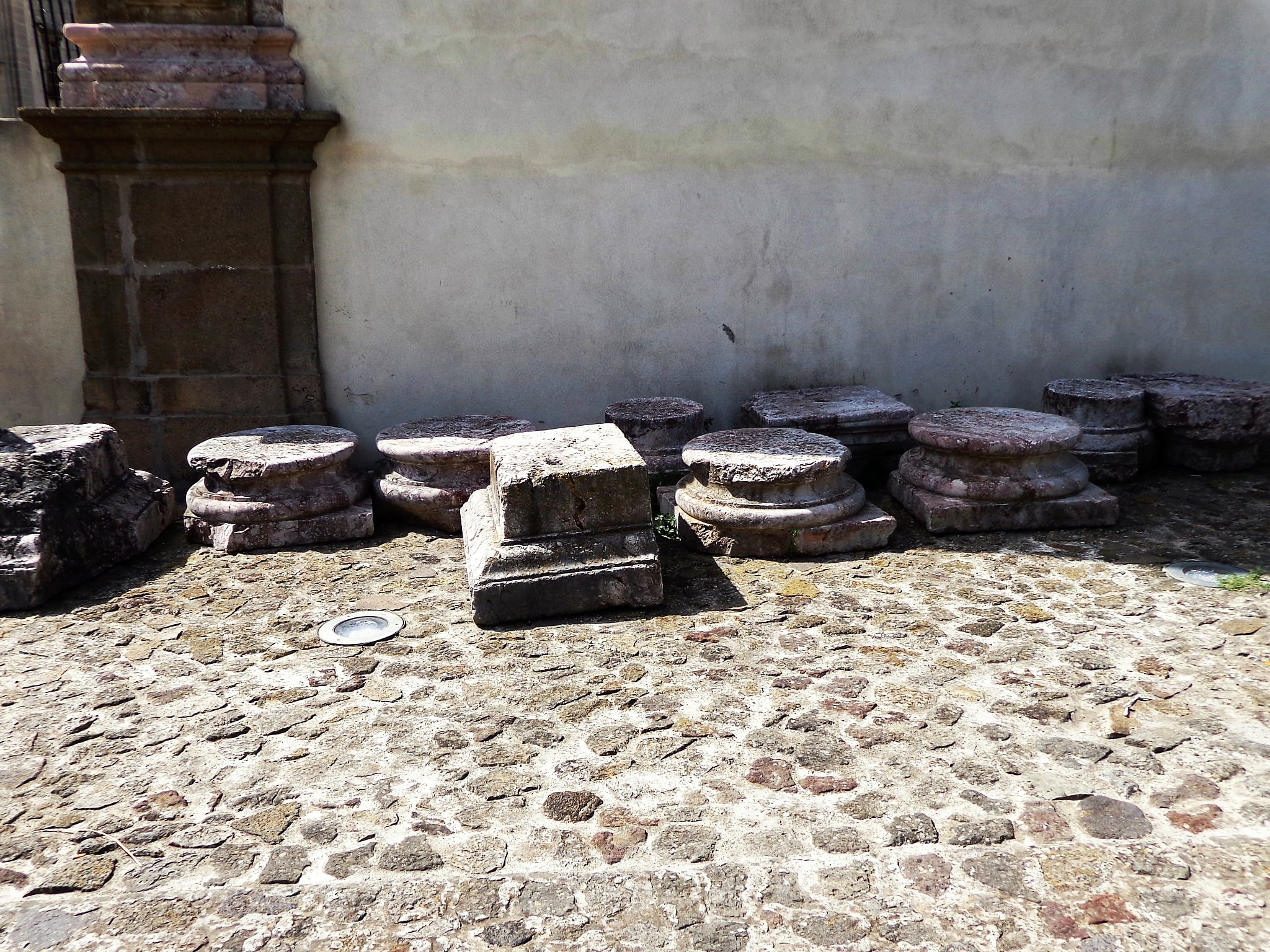
Reperti archeologici
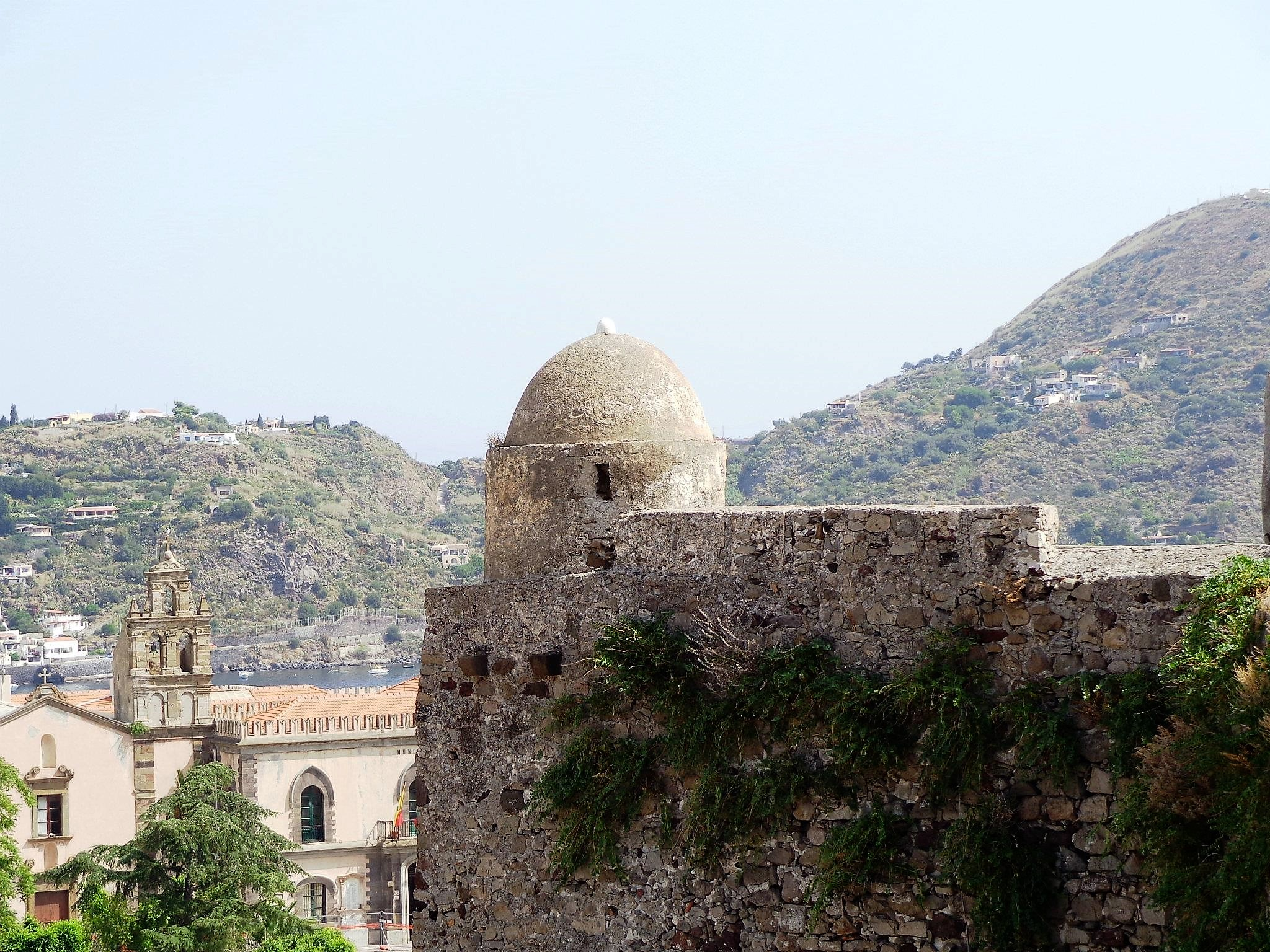
Bastione
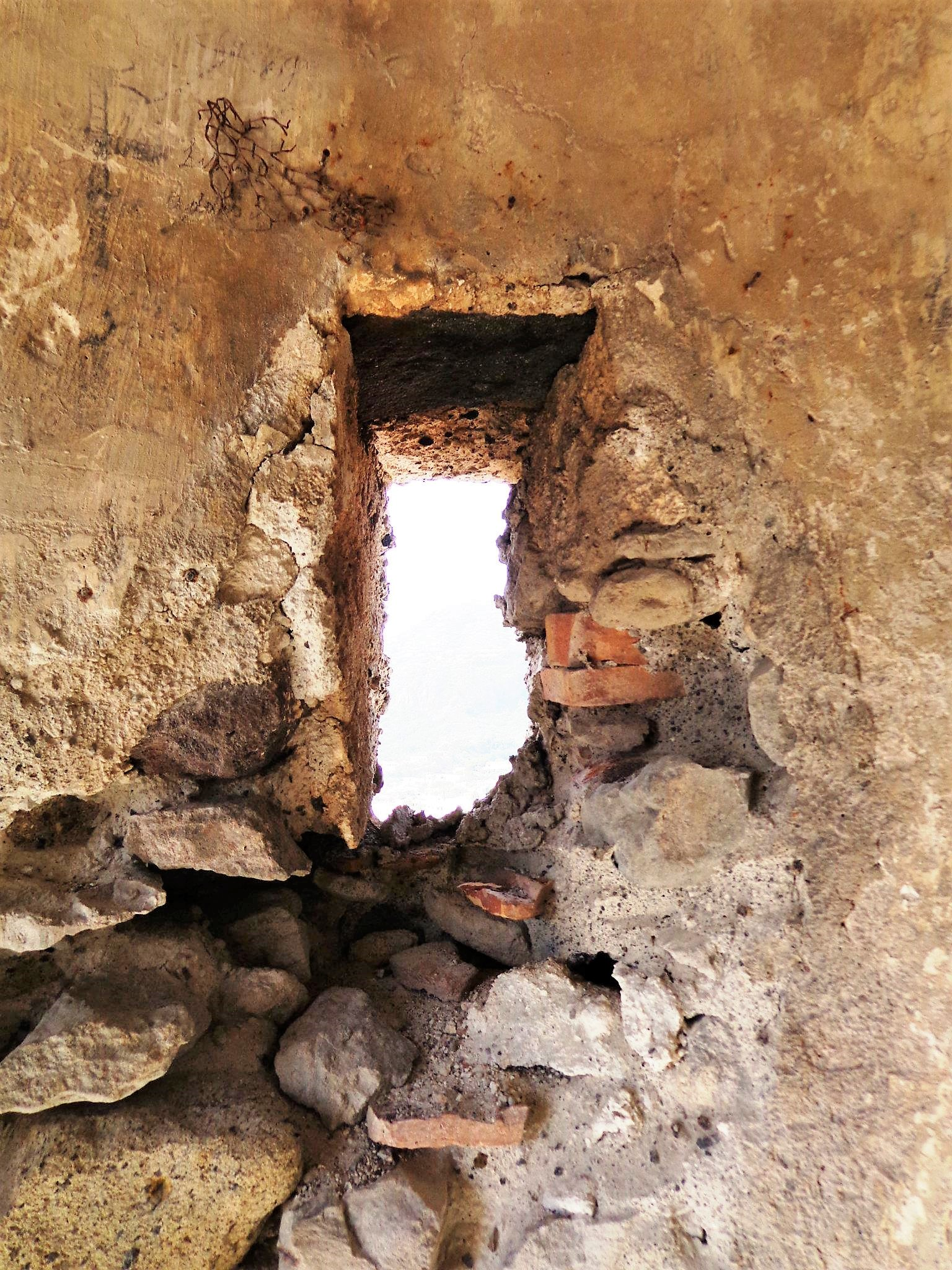
Feritoia